# 所见即所思
所见即所思（發音： /ˈwɪziwɪm/）是類似所見即所得的編輯器，其意思是你看到的效果，就是你想表达的意思。
在WYSIWYM編輯器中，用戶根據特定的結構而去編寫內容，而不是外觀設計方面入手。例如，文章的標題、子題目、作者等。這個編輯模式要求使用者在編輯之前已經決定好結構。而且，這個編輯系統還需要一個系統以匯出完成後的作品，去根據指定的結構去產生文件的最終版本。
该方法的主要优点是信息表现形式和内容分离：用户可以集中精力在文章和文章结构，而不是文章的外观。另一个优点是，相同的内容可以更容易地以不同的格式显示和导出。